# Бильте
Бильте — урочище в Ишимбайском районе, при впадении реки Алагузлы в Малый Шишеняк. Возле урочища расположен летник, три брода, пересекаются две дороги местного значения: одна идет с севера, от Бакеево, вторая в направлении запад-восток, по берегу рек Малый Шешеняк, Алагузлы и частично Аютапкан.